# Cordilheira Central (República Dominicana)

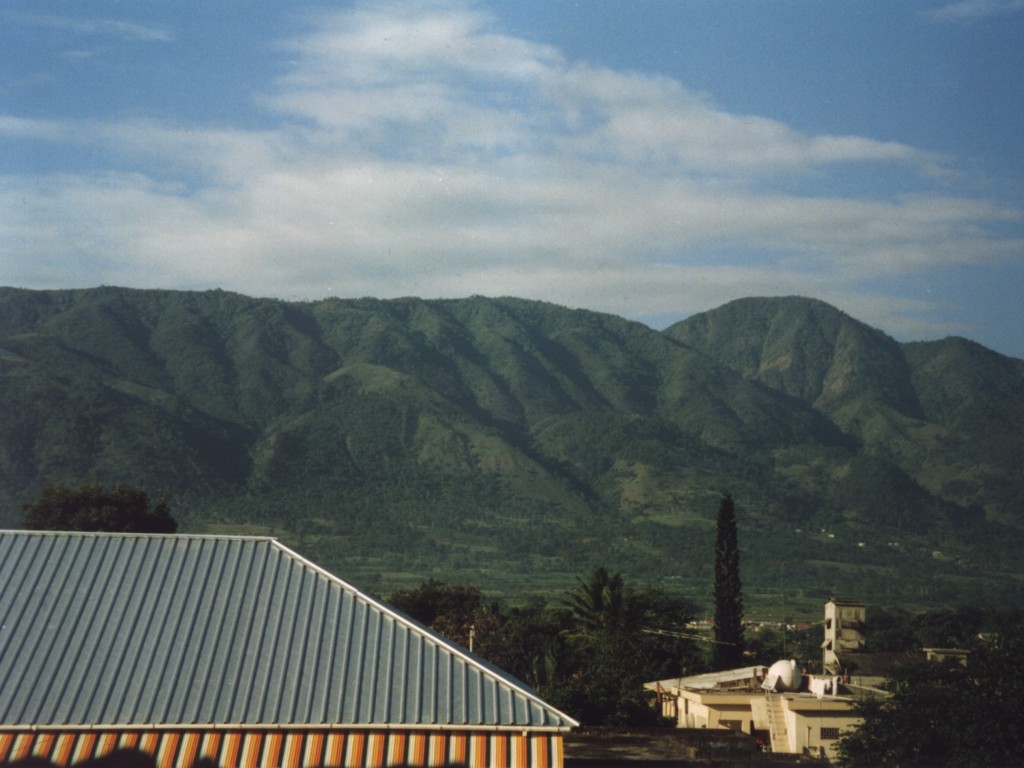
Cordilheira Central e vales de Jarabacoa, fotografados no verão de 1997.

A Cordilheira Central é a cadeia montanhosa mais importante da República Dominicana e de toda a ilha Hispaníola atravessando-a em direção noroeste-sudeste, e contém os pontos mais elevados das Antilhas.
É onde nascem os rios mais longos e caudalosos da República Dominicana: rio Yaque del Norte, rio Yaque del Sur, rio Yuna, rio Camú e rio Bao, entre outros, e também o maior rio da ilha, que desagua no Haiti, o rio Artibonite.
A Cordilheira Central é geologicamente do período Cretáceo, originando.se numa cadeia de vulcões. Esta cordilheira projeta-se nos mapa na direção noroeste-sudeste. Partindo da Península de São Nicolau, no Haiti, estende-se em território dominicano desde Restauración e Loma de Cabrera até às imediações de Baní e San Cristóbal.
O seu ponto mais elevado é o pico Duarte, com 3098 m.